# Mario Mantovani (homme politique)
Mario Emilio Mantovani, né le 28 juillet 1950 à Arconate (Italie) est un homme politique et entrepreneur italien, ancien vice-président de la région Lombardie, sous-secrétaire d'État aux infrastructures du gouvernement Berlusconi IV, sénateur de la République, maire d'Arconate et parlementaire européen.

## Biographie
Né à Arconate et habitant dans cette ville de la province de Milan, il est marié avec Marinella Restelli et a deux enfants : Vittorio et Lucrezia (it), cette dernière elle-même impliquée dans la politique,.

### Entrepreneur
Diplômé en langues et littératures étrangères, il est de 1981 à 1986 directeur de l'institut Padre Beccaro de Milan. En 1990, il fonde l'Onlus (it) Sodalitas, qui propose une série de résidences et de camps d'été à Bellaria-Igea Marina. En 1996 est inaugurée la Fondation Mantovani, spécialisée dans la construction et la gestion de résidences de soins pour personnes âgées. À travers elle, il gère quatre RSA dans la province de Milan, qui, à celles gérées par Sodalitas, forment onze structures et 830 lits, toutes accréditées dans les classements régionaux de Lombardie. Il gère également 13 centres de jour pour personnes handicapées pour le compte de l'entreprise de santé locale de Milan 1,.
Avec sa nomination comme sous-secrétaire, il quitte en 2008 la présidence de la Fondation Mantovani, passant la direction à sa famille. Mantovani détient également la société Immobiliare Vigevanese, qui construit des résidences sociales.

### Premier mandat européen
Avec l'entrée en politique de Silvio Berlusconi en 1994, il rejoint Forza Italia, devenant chef du bureau des autorités locales de Lombardie. Aux élections européennes de 1999 en Italie, il se présente au Parlement européen, sur les listes Forza Italia dans la circonscription du nord-ouest de l'Italie, et est élu député européen avec 38 000 voix.
Au cours de son premier mandat, il est membre de la Commission de l'emploi et des affaires sociales et de la délégation pour les relations avec la République populaire de Chine, ainsi que membre suppléant de la Commission du développement et de la coopération et de la commission parlementaire mixte UE-Slovénie
En avril 2008, à la suite de son élection au Sénat de la République dans les rangs du PdL, il choisit de siéger au Palazzo Madama, laissant le siège de député européen à sa suppléante Iva Zanicchi.

### Maire d'Arconate
En 2001, il est élu maire d'Arconate, en tête de la liste civique "Grande Arconate", avec 51% des voix ; étant reconfirmé lors des consultations administratives de 2006 avec 68% des voix. En 2009, à la suite de la démission de la majorité du conseil municipal, il revient aux élections anticipées et les remporte une nouvelle fois avec 66 % des voix. Ne pouvant plus se présenter au poste de maire, il se présente à nouveau comme conseiller municipal en 2014 : il est élu, mais démissionne en mai 2015.

### Sénateur et sous-secrétaire d'État
En 2008, il est responsable du «Projet national de registre des défenseurs de la liberté», chargé de recruter 120 000 candidats pour les listes du parti Le Peuple de la liberté pour les élections politiques des 13 et 14 avril. Au même tour électoral, il se présente au Sénat de la République dans la circonscription de Lombardie où il finit par être élu.
Dans le gouvernement Berlusconi IV, il occupe le poste de sous-secrétaire d'État aux infrastructures et aux transports. En octobre 2010, il a été critiqué pour un chèque émis par le ministère à la municipalité de Bologne pour la construction d'une école ; Le visage souriant de Silvio Berlusconi figurait sur le chèque. Le Parti démocrate de Bologne a dénoncé la gestion napoléonienne des ressources par le ministère. En janvier 2009, il remet un autre chèque au visage de Berlusconi à la maire de Milan, Letizia Moratti et qui représente le déblocage de 24 millions d'euros de fonds gouvernementaux pour le tunnel de la Via Gattamelata, un travail qui ne sera jamais terminé et qui sera déclaré inutile en 2013 par le conseiller à la circulation de l'époque Pierfrancesco Maran.
Le 29 janvier 2011, il est nommé coordinateur régional du PdL en Lombardie par Silvio Berlusconi, succédant au Guido Podestà (it) démissionnaire. Lors des élections parlementaires italiennes de 2013, il est réélu au Sénat de la République pour le PdL ; Cependant, il démissionne pour incompatibilité (en raison de sa nomination simultanée dans la région Lombardie) le 3 juin 2013, remplacé par Lionello Marco Pagnoncelli (it).

### Vice-président de la Région Lombardie
Aux élections régionales de 2013 en Lombardie, il se présente sur les listes du PdL, sur proposition du secrétaire fédéral de la Ligue Roberto Maroni, en étant élu dans la circonscription de Milan pour le conseil régional de Lombardie, obtenant près de 13 000 votes, le plus de votesé parmi tous les candidats, rejoignant le groupe Forza Italia-PdL. Il est ensuite nommé vice-président de la Région Lombardie et conseiller à la santé par le président Roberto Maroni.
Le 1er septembre 2015, après la réforme régionale de la santé avec la création du super-département Santé et Prévoyance, il quitte la direction régionale de la santé (qui sera gouvernée par intérim par le président Maroni) pour la délégation de conseiller régional chargé des relations avec l'Union européenne, la programmation communautaire et les relations internationales, qu'il conserve jusqu'au 13 octobre 2015.
En décembre 2016, il rejoint le mouvement « Nous Républicains – Peuple Souverain » de Daniela Santanchè. Il suit sa collègue du parti en janvier 2018 en quittant son parti historique Forza Italia et en rejoignant le mouvement dirigé par Giorgia Meloni, Fratelli d'Italia.

### À nouveau député européen et maire
En 2024, il se présente aux élections européennes sur la liste des Fratelli d'Italia dans la Circonscription Italie Nord-Ouest, et est élu député européen le 9 juin,,. En même temps que les élections européennes, il se présente à la tête d'une liste civique à nouveau pour les municipales d'Arconate. Il est élu maire d'Arconate avec 52 % des voix.

## Questions juridiques
Dans la matinée du 13 octobre 2015, alors qu'il est vice-président de la Région Lombardie, il est arrêté pour abus de pouvoir, trucage des offres, corruption et extorsion : le litige concerne des interventions présumées indues dans des appels d'offres truqués relatifs au transport de patients dialysés, à la construction d'écoles et de maisons de retraite, ainsi que pour avoir fait pression pour que ses proches soient embauchés ; les faits auraient été commis entre le 6 juin 2012 et le 30 juin 2014, période pendant laquelle Mantovani est (alternativement) sénateur, maire d'Arconate et conseiller à la santé de Lombardie.
Enfin ces décisions ont été annulées par la Cour d'appel de Milan le 14 mars 2022, qui l'a acquitté « pour ne pas avoir commis le fait » ; le 6 juillet 2022, aucun recours n'ayant été reçu devant la Cour de cassation par le parquet général, l'acquittement de Mantovani est devenu définitif.